# Industriekultur

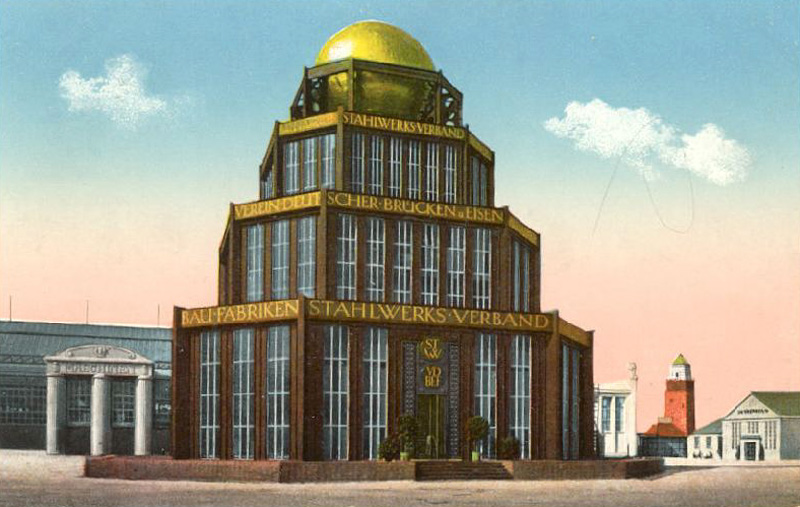
Monument des Eisens, 1913

Der Begriff Industriekultur steht für die Beschäftigung mit der gesamten Kulturgeschichte des industriellen Zeitalters. Die Geschichte der Technik, die Geschichte der industriellen Artefakte und deren Gestaltung, die Sozialgeschichte der Arbeit, die Architekturgeschichte der Produktionsstätten sowie der Unternehmer- und Arbeiterwohnungen (Industriearchitektur), die Entwicklung des geografischen Raumes („Industrielle Kulturlandschaft“) sind Facetten der Industriekultur. Kunstwerke der Industriekultur finden sich insbesondere in der Industriemalerei und in der Industriefotografie.  
Gleichwohl sind nicht alle Bau- und Kunstwerke, die im industriellen Zeitalter entstanden, im engeren Sinne Zeugnisse dieses Zeitalters. Entscheidend ist der unmittelbare Bezug zu Prinzipien und Prozessen der industriellen Fertigung. Ein Gebäude, das bereits 1913 Industriekultur in einem ganzheitlichen Sinn verkörperte, indem es gut sichtbar selbst aus Erzeugnissen der Industrie gefertigt war, indem es in seinem Innern die Herstellung und das Bauen mit solchen Erzeugnissen wissenschaftlich-lehrhaft zeigte und indem es dieses Schaffen durch Bildende Kunst, Kunsthandwerk, Fotografie und Film reflektierte, war das Monument des Eisens. Ein erstes Museum, das die Industrie als zentralen Faktor von Wirtschaft und Gesellschaft volkspädagogisch aufgriff, war das 1928 eröffnete Reichsmuseum für Gesellschafts- und Wirtschaftskunde.  

## Routen
- Europäische Route der Industriekultur
- Route der Industriekultur im Ruhrgebiet
- Route der Industriekultur Rhein-Main
- Straße der Arbeit, Wuppertal und Oberbergischer Kreis
- Kohle-Dampf-Licht, mitteldeutsches Industrierevier
- Deutsche Tonstraße, Ziegelei-Industrie im Nordosten Deutschlands.
- Märkische Straße Technischer Kulturdenkmäler
- Bertha Benz Memorial Route, Auf den Spuren der ersten Fernfahrt der Welt mit einem Automobil
- 13 Routen der Industriekultur, Wuppertal
- Weg zur Industriekultur, Zwickau[1]